# Пара (штат)
Пара́ (порт. Pará) — штат на севере Бразилии. Граничит на севере со штатом Амапа, Гайаной и Суринамом, на востоке — со штатами Мараньян и Токантинс, на юге — со штатом Мату-Гросу, а на западе — со штатами Амазонас и Рорайма. На северо-востоке штата — побережье Атлантического океана. Административный центр — город Белен.
Пара — второй по площади штат Бразилии.

## География
Большая часть ландшафта штата представляет собой плоскую низменность, однако в штате есть и горные цепи: на севере (граница Гвианского плато) и на юге (граница Бразильского плато). Более низкие области практические полностью занимают леса Амазонки.
Климат в штате экваториальный: жаркий и влажный. В Паре нет сухого сезона, но в большей части штата количество осадков немного снижается в период с июля до октября.
Северную часть штата пересекает Амазонка. Большая часть бассейна реки приходится именно на Пару. Также территорию штата покрывает бассейн Токантинса, притоки которого формируют водопады и позволяют строить гидроэлектростанции.
В штате Пара располагается множество природоохранных территорий, часть из которых являются одними из крупнейших в стране:
- экологические станции Гран-Пара (42 458 км²), Жари (2271 км²) и Терра-ду-Мейо (33 731 км²).
- биосферные резерваты Маикуру (11 517 км²), Насцентес-да-Серра-ду-Качимбо (3424 км²), Рио-Тромбетас (3850 км²) и Тапирапе (1030 км²).
- национальные парки Амазония (10 707 км²), Жаманксим (9099 км²), Рио-Ново (9765 км²) и Серра-ду-Парду (4453 км²).
- территории устойчивого природопользования;
- индейские территории[4].

## История
В переводе с языка местных индейцев название штата означает «река».
Португальская колонизация Пары началась в 1616 году, когда была заложена будущая столица штата — город Белен. До конца XIX века штат оставался экономически неосвоенным, ситуация начала меняться только к началу XX столетия.
Весомый вклад в исследование тропиков Амазонии в конце XIX века внесли супруги Кудро: французские исследователи и географы Анри и Октавия.
На территории штата, в сельве Амазонии, снимался фильм 1991 года «Игра в полях господних».

## Административное устройство
Административно штата разделён на 6 мезорегионов и 22 микрорегиона. В штате 144 муниципалитета.

## Демография
Согласно сведениям, собранным в ходе переписи 2010 г. Национальным институтом географии и статистики (IBGE), население штата составляет:
| Полное население                       | Полное население                       | Полное население                       | Полное население                       | 7 581 051 |
| -------------------------------------- | -------------------------------------- | -------------------------------------- | -------------------------------------- | --------- |
| в том числе:                           | Городское население                    | 5 191 559                              | Процент городского населения, %        | 68,48     |
|                                        | Сельское население                     | 2 389 492                              | Процент сельского населения, %         | 31,52     |
|                                        | Мужское население                      | 3 821 837                              | Процент мужского населения, %          | 50,41     |
|                                        | Женское население                      | 3 759 214                              | Процент женского населения, %          | 49,59     |
| Плотность населения, чел/км²           | Плотность населения, чел/км²           | Плотность населения, чел/км²           | Плотность населения, чел/км²           | 6,07      |
| Население штата в % к населению страны | Население штата в % к населению страны | Население штата в % к населению страны | Население штата в % к населению страны | 3,97      |

## Экономика
Основу экономики Пары составляют сельское хозяйство и добыча полезных ископаемых. В штате производится сбор бразильского ореха, каучука, заготовка древесины. В Паре возделываются такие культуры, как маниок, сахарный тростник, кукуруза, фасоль, джут, рис, табак и чёрный перец. На острове Маражо развито животноводство. В долине реки Токантинс ведётся добыча горного хрусталя. Также в штате открыто самое крупное в мире месторождение железной руды в Каражас и разведаны богатые запасы золота.